# Kanał podsadzkowy
Kanał podsadzkowy jest to wyrobisko chodnikowe przeznaczone do transportu podsadzki o nachyleniu spągu około 20 stopni wykonane w obudowie betonowej. Z reguły kanał podsadzkowy znajduje się na głębokości 50 metrów pod powierzchnią ziemi.